# Tom Pidcock
Tom Pidcock, född 30 juli 1999 i Leeds, är en brittisk professionell landsvägscyklist och mountainbikecyklist.

## Karriär
Pidcock har cyklat professionellt sedan 2017. Bland hans meriter kan nämnas 1 etappvinst i Tour de France. År 2021 vann han OS-guld i mountainbike. I samma gren vann han VM-guld år 2023. År 2024 vann han endagstävlingen Amstel Gold Race. Vid OS 2024 i Paris försvarade han sitt guld i mountainbike från Tokyo. Detta trots att han punkterade på fjärde varvet och låg 40 sekunder efter täten.